# Collegio elettorale di Ancona (Senato della Repubblica)
Il collegio di Ancona fu un collegio elettorale uninominale della Repubblica Italiana appartenente alla Circoscrizione Marche; fu utilizzato per eleggere un senatore della Repubblica dalla I alla XIV legislatura, sebbene con forme diverse e sistemi elettorali diversi.

## Storia
Il collegio venne creato nel 1948 secondo la legge n. 29 del 6 febbraio 1948 la quale, pur basandosi sull'impianto proporzionale in vigore per la Camera, rispetto a quest'ultima conteneva alcuni piccoli correttivi in senso maggioritario. Tale legge ebbe il suo definitivo perfezionamento col Testo Unico n°361 del 1957. Differentemente dalla Camera, la legge elettorale del Senato si articolava su base regionale, seguendo il dettato costituzionale (art.57). Ogni Regione era suddivisa in tanti collegi uninominali quanti erano i seggi ad essa assegnati. All'interno di ciascun collegio, veniva eletto il candidato che avesse raggiunto il quorum del 65% delle preferenze: tale soglia, oggettivamente di difficilissimo conseguimento, tradiva l'impianto proporzionale su cui era concepito anche il sistema elettorale della Camera Alta. Qualora, come normalmente avveniva, nessun candidato avesse conseguito l'elezione, i voti di tutti i candidati venivano raggruppati in liste di partito a livello regionale, dove i seggi venivano allocati utilizzando il metodo D'Hondt delle maggiori medie statistiche e quindi, all'interno di ciascuna lista, venivano dichiarati eletti i candidati con le migliori percentuali di preferenza.
Nel 1993, con la cosiddetta Legge Mattarella (Legge n. 276, Norme per l'elezione del Senato della Repubblica), attuata in seguito al referendum abrogativo del 1993, venne istituito per la Camera dei deputati e per il Senato della Repubblica un sistema di elezione misto, in parte maggioritario e in parte proporzionale. Il 75% dei parlamentari dell'assemblea veniva eletto in collegi uninominali tramite sistema maggioritario a turno unico; il restante 25% al Senato veniva eletto tramite recupero proporzionale dei più votati non eletti attraverso un meccanismo di calcolo denominato "scorporo", cioè sottraendo dal conteggio dei voti totali di una lista nella parte proporzionale i voti ottenuti dai candidati collegati alla medesima lista che erano eletti nei collegi uninominali con il sistema maggioritario.
Il collegio venne abolito insieme a tutti gli altri che costituivano il Senato con la promulgazione della legge elettorale successiva, la cosiddetta Legge Calderoli. Questa prevedeva un sistema proporzionale con premio di maggioranza, che al Senato veniva attribuito a livello regionale.

## 1948-1993

### Territorio
Il collegio di Ancona era uno dei 7 collegi uninominali in cui erano suddivise le Marche; comprendeva i seguenti comuni: Agugliano, Ancona, Camerano, Camerata Picena, Castelfidardo, Chiaravalle, Filottrano, Loreto, Montemarciano, Numana, Offagna, Osimo, Polverigi, Santa Maria Nuova e Sirolo.

### Dati elettorali

#### I legislatura
|                                                                                | Arnaldo Ranaldi             | Democrazia Cristiana          | 38 861  | 41,51 |  |  |  |  |  |
|                                                                                | Gaetano Conigli             | Fronte Democratico Popolare   | 33 030  | 35,28 |  |  |  |  |  |
|                                                                                | Enrico Malintoppi ✔️ Eletto | Partito Repubblicano Italiano | 19 237  | 20,55 |  |  |  |  |  |
|                                                                                | Silvestro Baglioni          | Blocco Nazionale              | 2 496   | 2,67  |  |  |  |  |  |
| Totale                                                                         | Totale                      | Totale                        | 93 624  | 100   |  |  |  |  |  |
|                                                                                |                             |                               |         |       |  |  |  |  |  |
| Voti non validi                                                                | Voti non validi             | Voti non validi               | 4 789   | 4,87  |  |  |  |  |  |
| Votanti                                                                        | Votanti                     | Votanti                       | 98 413  | 94,73 |  |  |  |  |  |
| Elettori                                                                       | Elettori                    | Elettori                      | 103 889 |       |  |  |  |  |  |
|                                                                                |                             |                               |         |       |  |  |  |  |  |
| Nota: quorum del 65% non raggiunto; ripartizione dei seggi a livello regionale |                             |                               |         |       |  |  |  |  |  |
| Data: 18 aprile 1948                                                           |                             |                               |         |       |  |  |  |  |  |
| Fonte: Ministero dell'interno                                                  |                             |                               |         |       |  |  |  |  |  |

#### II legislatura
|                                                                                | Vincenzo Acqua     | Democrazia Cristiana           | 40 131  | 38,47 |  |  |  |  |  |
|                                                                                | Guido Molinelli    | Partito Comunista Italiano     | 26 362  | 25,27 |  |  |  |  |  |
|                                                                                | Giuseppe Petronio  | Partito Socialista Italiano    | 15 839  | 15,18 |  |  |  |  |  |
|                                                                                | Enrico Malintoppi  | Partito Repubblicano Italiano  | 13 795  | 13,22 |  |  |  |  |  |
|                                                                                | Fernando Bartolini | Movimento Sociale Italiano     | 4 996   | 4,79  |  |  |  |  |  |
|                                                                                | Pietro Pergoli     | Unità Popolare                 | 1 559   | 1,49  |  |  |  |  |  |
|                                                                                | Fazio Fazioli      | Partito Nazionale Monarchico   | 1 216   | 1,17  |  |  |  |  |  |
|                                                                                | Arturo Blasi       | Alleanza Democratica Nazionale | 415     | 0,40  |  |  |  |  |  |
| Totale                                                                         | Totale             | Totale                         | 104 313 | 100   |  |  |  |  |  |
|                                                                                |                    |                                |         |       |  |  |  |  |  |
| Voti non validi                                                                | Voti non validi    | Voti non validi                | 3 797   | 3,51  |  |  |  |  |  |
| Votanti                                                                        | Votanti            | Votanti                        | 108 110 | 96,95 |  |  |  |  |  |
| Elettori                                                                       | Elettori           | Elettori                       | 111 506 |       |  |  |  |  |  |
|                                                                                |                    |                                |         |       |  |  |  |  |  |
| Nota: quorum del 65% non raggiunto; ripartizione dei seggi a livello regionale |                    |                                |         |       |  |  |  |  |  |
| Data: 7 giugno 1953                                                            |                    |                                |         |       |  |  |  |  |  |
| Fonte: Ministero dell'interno                                                  |                    |                                |         |       |  |  |  |  |  |

#### III legislatura
|                                                                                | Vincenzo Acqua                   | Democrazia Cristiana                    | 44 162  | 38,26 |  |  |  |  |  |
|                                                                                | Luigi Ruggeri                    | Partito Comunista Italiano              | 30 455  | 26,38 |  |  |  |  |  |
|                                                                                | Edgardo Casaccia                 | Partito Socialista Italiano             | 18 035  | 15,62 |  |  |  |  |  |
|                                                                                | Maria Teresa Macrelli in Bartoli | PRI - PR                                | 8 049   | 6,97  |  |  |  |  |  |
|                                                                                | Franco Giardini                  | Partito Socialista Democratico Italiano | 6 057   | 5,25  |  |  |  |  |  |
|                                                                                | Ettore Rotatori                  | Movimento Sociale Italiano              | 5 107   | 4,42  |  |  |  |  |  |
|                                                                                | Vincenzo Mengoni                 | Partito Liberale Italiano               | 2 075   | 1,80  |  |  |  |  |  |
|                                                                                | Giuseppe Prelli                  | Partito Monarchico Popolare             | 1 487   | 1,29  |  |  |  |  |  |
| Totale                                                                         | Totale                           | Totale                                  | 115 427 | 100   |  |  |  |  |  |
|                                                                                |                                  |                                         |         |       |  |  |  |  |  |
| Voti non validi                                                                | Voti non validi                  | Voti non validi                         | 3 964   | 3,32  |  |  |  |  |  |
| Votanti                                                                        | Votanti                          | Votanti                                 | 119 391 | 96,68 |  |  |  |  |  |
| Elettori                                                                       | Elettori                         | Elettori                                | 123 485 |       |  |  |  |  |  |
|                                                                                |                                  |                                         |         |       |  |  |  |  |  |
| Nota: quorum del 65% non raggiunto; ripartizione dei seggi a livello regionale |                                  |                                         |         |       |  |  |  |  |  |
| Data: 25 maggio 1958                                                           |                                  |                                         |         |       |  |  |  |  |  |
| Fonte: Ministero dell'interno                                                  |                                  |                                         |         |       |  |  |  |  |  |

#### IV legislatura
|                                                                                | E. Sparapani    | Democrazia Cristiana                    | 42 953  | 34,85 |  |  |  |  |  |
|                                                                                | E. Fabretti     | Partito Comunista Italiano              | 36 817  | 29,87 |  |  |  |  |  |
|                                                                                | E. Casaccia     | Partito Socialista Italiano             | 18 753  | 15,21 |  |  |  |  |  |
|                                                                                | Franco Giardini | Partito Socialista Democratico Italiano | 6 636   | 5,38  |  |  |  |  |  |
|                                                                                | G. Allochis     | Partito Repubblicano Italiano           | 6 460   | 5,24  |  |  |  |  |  |
|                                                                                | Ettore Rotatori | Movimento Sociale Italiano              | 6 186   | 5,02  |  |  |  |  |  |
|                                                                                | G. Lo Cascio    | Partito Liberale Italiano               | 5 450   | 4,42  |  |  |  |  |  |
| Totale                                                                         | Totale          | Totale                                  | 123 255 | 100   |  |  |  |  |  |
|                                                                                |                 |                                         |         |       |  |  |  |  |  |
| Voti non validi                                                                | Voti non validi | Voti non validi                         | 4 893   | 3,82  |  |  |  |  |  |
| Votanti                                                                        | Votanti         | Votanti                                 | 128 148 | 96,84 |  |  |  |  |  |
| Elettori                                                                       | Elettori        | Elettori                                | 132 334 |       |  |  |  |  |  |
|                                                                                |                 |                                         |         |       |  |  |  |  |  |
| Nota: quorum del 65% non raggiunto; ripartizione dei seggi a livello regionale |                 |                                         |         |       |  |  |  |  |  |
| Data: 28 aprile 1963                                                           |                 |                                         |         |       |  |  |  |  |  |
| Fonte: Ministero dell'interno                                                  |                 |                                         |         |       |  |  |  |  |  |

#### V legislatura
|                                                                                | A. Niccoli                  | Democrazia Cristiana          | 45 959  | 35,37 |  |  |  |  |  |
|                                                                                | F. Cavatassi                | PCI - PSIUP                   | 44 819  | 34,49 |  |  |  |  |  |
|                                                                                | Giacomo Brodolini ✔️ Eletto | PSI-PSDI Unificati            | 20 537  | 15,80 |  |  |  |  |  |
|                                                                                | Angelo Ravajoli             | Partito Repubblicano Italiano | 7 497   | 5,77  |  |  |  |  |  |
|                                                                                | A. Galeazzi                 | Partito Liberale Italiano     | 6 012   | 4,63  |  |  |  |  |  |
|                                                                                | Ettore Rotatori             | Movimento Sociale Italiano    | 5 116   | 3,94  |  |  |  |  |  |
| Totale                                                                         | Totale                      | Totale                        | 129 940 | 100   |  |  |  |  |  |
|                                                                                |                             |                               |         |       |  |  |  |  |  |
| Voti non validi                                                                | Voti non validi             | Voti non validi               | 6 275   | 4,61  |  |  |  |  |  |
| Votanti                                                                        | Votanti                     | Votanti                       | 136 215 | 96,60 |  |  |  |  |  |
| Elettori                                                                       | Elettori                    | Elettori                      | 141 010 |       |  |  |  |  |  |
|                                                                                |                             |                               |         |       |  |  |  |  |  |
| Nota: quorum del 65% non raggiunto; ripartizione dei seggi a livello regionale |                             |                               |         |       |  |  |  |  |  |
| Data: 19 maggio 1968                                                           |                             |                               |         |       |  |  |  |  |  |
| Fonte: Ministero dell'interno                                                  |                             |                               |         |       |  |  |  |  |  |

#### VI legislatura
|                                                                                | A. Niccoli               | Democrazia Cristiana                          | 51 607  | 37,21 |  |  |  |  |  |
|                                                                                | E. Fabretti              | PCI - PSIUP                                   | 46 643  | 33,63 |  |  |  |  |  |
|                                                                                | Achille Corona ✔️ Eletto | Partito Socialista Italiano                   | 13 988  | 10,09 |  |  |  |  |  |
|                                                                                | Angelo Ravajoli          | Partito Repubblicano Italiano                 | 8 890   | 6,41  |  |  |  |  |  |
|                                                                                | Ettore Rotatori          | Movimento Sociale Italiano - Destra Nazionale | 7 386   | 5,33  |  |  |  |  |  |
|                                                                                | M. Coleffi               | Partito Socialista Democratico Italiano       | 6 296   | 4,54  |  |  |  |  |  |
|                                                                                | A. Galeazzi              | Partito Liberale Italiano                     | 3 867   | 2,79  |  |  |  |  |  |
| Totale                                                                         | Totale                   | Totale                                        | 138 677 | 100   |  |  |  |  |  |
|                                                                                |                          |                                               |         |       |  |  |  |  |  |
| Voti non validi                                                                | Voti non validi          | Voti non validi                               | 5 313   | 3,69  |  |  |  |  |  |
| Votanti                                                                        | Votanti                  | Votanti                                       | 143 990 | 96,89 |  |  |  |  |  |
| Elettori                                                                       | Elettori                 | Elettori                                      | 148 617 |       |  |  |  |  |  |
|                                                                                |                          |                                               |         |       |  |  |  |  |  |
| Nota: quorum del 65% non raggiunto; ripartizione dei seggi a livello regionale |                          |                                               |         |       |  |  |  |  |  |
| Data: 7 maggio 1972                                                            |                          |                                               |         |       |  |  |  |  |  |
| Fonte: Ministero dell'interno                                                  |                          |                                               |         |       |  |  |  |  |  |

#### VII legislatura
|                                                                                | Alfredo Trifogli ✔️ Eletto     | Democrazia Cristiana                          | 56 302  | 39,28 |  |  |  |  |  |
|                                                                                | Luciano Barca                  | Partito Comunista Italiano                    | 55 394  | 38,65 |  |  |  |  |  |
|                                                                                | Artemio Strazzi                | Partito Socialista Italiano                   | 13 854  | 9,67  |  |  |  |  |  |
|                                                                                | Angelo Ravaioli                | Partito Repubblicano Italiano                 | 7 591   | 5,30  |  |  |  |  |  |
|                                                                                | Ettore Rotatori                | Movimento Sociale Italiano - Destra Nazionale | 5 085   | 3,55  |  |  |  |  |  |
|                                                                                | Marcello Ionna                 | Partito Socialista Democratico Italiano       | 3 349   | 2,34  |  |  |  |  |  |
|                                                                                | Giuseppina Teodori in Saladini | Partito Radicale                              | 924     | 0,64  |  |  |  |  |  |
|                                                                                | Salvatore Scavo                | Partito Liberale Italiano                     | 832     | 0,58  |  |  |  |  |  |
| Totale                                                                         | Totale                         | Totale                                        | 143 331 | 100   |  |  |  |  |  |
|                                                                                |                                |                                               |         |       |  |  |  |  |  |
| Voti non validi                                                                | Voti non validi                | Voti non validi                               | 3 916   | 2,66  |  |  |  |  |  |
| Votanti                                                                        | Votanti                        | Votanti                                       | 147 247 | 96,88 |  |  |  |  |  |
| Elettori                                                                       | Elettori                       | Elettori                                      | 151 996 |       |  |  |  |  |  |
|                                                                                |                                |                                               |         |       |  |  |  |  |  |
| Nota: quorum del 65% non raggiunto; ripartizione dei seggi a livello regionale |                                |                                               |         |       |  |  |  |  |  |
| Data: 20 giugno 1976                                                           |                                |                                               |         |       |  |  |  |  |  |
| Fonte: Ministero dell'interno                                                  |                                |                                               |         |       |  |  |  |  |  |

#### VIII legislatura
|                                                                                | Alfredo Trifogli | Democrazia Cristiana                          | 55 087  | 38,06 |  |  |  |  |  |
|                                                                                | A. Caprari       | Partito Comunista Italiano                    | 54 513  | 37,66 |  |  |  |  |  |
|                                                                                | Artemio Strazzi  | Partito Socialista Italiano                   | 13 717  | 9,48  |  |  |  |  |  |
|                                                                                | A. Ciani         | Partito Repubblicano Italiano                 | 7 769   | 5,37  |  |  |  |  |  |
|                                                                                | Ettore Rotatori  | Movimento Sociale Italiano - Destra Nazionale | 4 936   | 3,41  |  |  |  |  |  |
|                                                                                | G. Brisighelli   | Partito Socialista Democratico Italiano       | 3 884   | 2,68  |  |  |  |  |  |
|                                                                                | A. Olivari       | Partito Radicale                              | 3 072   | 2,12  |  |  |  |  |  |
|                                                                                | A. Nocchi        | Partito Liberale Italiano                     | 1 395   | 0,96  |  |  |  |  |  |
|                                                                                | P. Cividini      | Costituente di Destra - Democrazia Nazionale  | 361     | 0,25  |  |  |  |  |  |
| Totale                                                                         | Totale           | Totale                                        | 144 734 | 100   |  |  |  |  |  |
|                                                                                |                  |                                               |         |       |  |  |  |  |  |
| Voti non validi                                                                | Voti non validi  | Voti non validi                               | 6 307   | 4,18  |  |  |  |  |  |
| Votanti                                                                        | Votanti          | Votanti                                       | 151 041 | 94,93 |  |  |  |  |  |
| Elettori                                                                       | Elettori         | Elettori                                      | 159 114 |       |  |  |  |  |  |
|                                                                                |                  |                                               |         |       |  |  |  |  |  |
| Nota: quorum del 65% non raggiunto; ripartizione dei seggi a livello regionale |                  |                                               |         |       |  |  |  |  |  |
| Data: 3 giugno 1979                                                            |                  |                                               |         |       |  |  |  |  |  |
| Fonte: Ministero dell'interno                                                  |                  |                                               |         |       |  |  |  |  |  |

#### IX legislatura
|                                                                                | Alfredo Caprari          | Partito Comunista Italiano                    | 53 355  | 36,77 |  |  |  |  |  |
|                                                                                | Alfredo Trifogli         | Democrazia Cristiana                          | 47 834  | 32,97 |  |  |  |  |  |
|                                                                                | Novarro Simonazzi        | Partito Socialista Italiano                   | 15 297  | 10,54 |  |  |  |  |  |
|                                                                                | Paola Salmoni            | Partito Repubblicano Italiano                 | 9 334   | 6,43  |  |  |  |  |  |
|                                                                                | Gaddo Piccioni           | Movimento Sociale Italiano - Destra Nazionale | 6 624   | 4,57  |  |  |  |  |  |
|                                                                                | Carlo Alberto Del Mastro | Partito Socialista Democratico Italiano       | 3 890   | 2,68  |  |  |  |  |  |
|                                                                                | Vittorio Oliva           | Partito Nazionale Pensionati                  | 3 050   | 2,10  |  |  |  |  |  |
|                                                                                | Umberto Trevi            | Partito Liberale Italiano                     | 2 418   | 1,67  |  |  |  |  |  |
|                                                                                | Renzo Pacini             | Partito Radicale                              | 1 985   | 1,37  |  |  |  |  |  |
|                                                                                | Bruna Betti              | Democrazia Proletaria                         | 1 180   | 0,81  |  |  |  |  |  |
|                                                                                | Fernando Giuntini        | Lista per Trieste                             | 122     | 0,08  |  |  |  |  |  |
| Totale                                                                         | Totale                   | Totale                                        | 145 089 | 100   |  |  |  |  |  |
|                                                                                |                          |                                               |         |       |  |  |  |  |  |
| Voti non validi                                                                | Voti non validi          | Voti non validi                               | 9 093   | 5,90  |  |  |  |  |  |
| Votanti                                                                        | Votanti                  | Votanti                                       | 154 182 | 93,83 |  |  |  |  |  |
| Elettori                                                                       | Elettori                 | Elettori                                      | 164 323 |       |  |  |  |  |  |
|                                                                                |                          |                                               |         |       |  |  |  |  |  |
| Nota: quorum del 65% non raggiunto; ripartizione dei seggi a livello regionale |                          |                                               |         |       |  |  |  |  |  |
| Data: 26 giugno 1983                                                           |                          |                                               |         |       |  |  |  |  |  |
| Fonte: Ministero dell'interno                                                  |                          |                                               |         |       |  |  |  |  |  |

#### X legislatura
|                                                                                | M. Pacetti               | Partito Comunista Italiano                    | 50 983  | 33,95 |  |  |  |  |  |
|                                                                                | Alfredo Trifogli         | Democrazia Cristiana                          | 50 120  | 33,37 |  |  |  |  |  |
|                                                                                | Tommaso Mancia ✔️ Eletto | Partito Socialista Italiano                   | 21 926  | 14,60 |  |  |  |  |  |
|                                                                                | N. Cagli                 | Partito Repubblicano Italiano                 | 7 205   | 4,80  |  |  |  |  |  |
|                                                                                | R. Cognini               | Movimento Sociale Italiano - Destra Nazionale | 6 902   | 4,60  |  |  |  |  |  |
|                                                                                | M. Giannazzi             | Lista Verde                                   | 3 572   | 2,38  |  |  |  |  |  |
|                                                                                | F. Rustichelli           | Partito Radicale                              | 2 905   | 1,93  |  |  |  |  |  |
|                                                                                | G. Terenzi               | Partito Socialista Democratico Italiano       | 2 333   | 1,55  |  |  |  |  |  |
|                                                                                | O. Fiorani               | Democrazia Proletaria                         | 1 735   | 1,16  |  |  |  |  |  |
|                                                                                | B. M. Calabrese          | Partito Liberale Italiano                     | 1 492   | 0,99  |  |  |  |  |  |
|                                                                                | U. Pompili               | Liga Veneta - Pensionati Uniti                | 850     | 0,57  |  |  |  |  |  |
|                                                                                | A. Zampol                | Alleanza Popolare Pensionati                  | 165     | 0,11  |  |  |  |  |  |
| Totale                                                                         | Totale                   | Totale                                        | 150 188 | 100   |  |  |  |  |  |
|                                                                                |                          |                                               |         |       |  |  |  |  |  |
| Voti non validi                                                                | Voti non validi          | Voti non validi                               | 7 467   | 4,74  |  |  |  |  |  |
| Votanti                                                                        | Votanti                  | Votanti                                       | 157 655 | 93,13 |  |  |  |  |  |
| Elettori                                                                       | Elettori                 | Elettori                                      | 169 285 |       |  |  |  |  |  |
|                                                                                |                          |                                               |         |       |  |  |  |  |  |
| Nota: quorum del 65% non raggiunto; ripartizione dei seggi a livello regionale |                          |                                               |         |       |  |  |  |  |  |
| Data: 14 giugno 1987                                                           |                          |                                               |         |       |  |  |  |  |  |
| Fonte: Ministero dell'interno                                                  |                          |                                               |         |       |  |  |  |  |  |

#### XI legislatura
|                                                                                | Paolo Polenta          | Democrazia Cristiana                          | 44 800  | 29,43 |  |  |  |  |  |
|                                                                                | Eugenio Duca           | Partito Democratico della Sinistra            | 35 254  | 23,16 |  |  |  |  |  |
|                                                                                | Tommaso Mancia         | Partito Socialista Italiano                   | 25 899  | 17,02 |  |  |  |  |  |
|                                                                                | Saverio Pesce          | Partito della Rifondazione Comunista          | 11 133  | 7,31  |  |  |  |  |  |
|                                                                                | Mario Pietro Veltri    | Partito Repubblicano Italiano                 | 9 943   | 6,53  |  |  |  |  |  |
|                                                                                | Francesco Terranova    | Movimento Sociale Italiano - Destra Nazionale | 8 006   | 5,26  |  |  |  |  |  |
|                                                                                | Maria Giannazzi Azzini | Federazione dei Verdi                         | 5 913   | 3,88  |  |  |  |  |  |
|                                                                                | Maurizio Fabiani       | Sì Referendum                                 | 2 406   | 1,58  |  |  |  |  |  |
|                                                                                | Bruno Babbini          | Caccia Pesca Ambiente                         | 2 039   | 1,34  |  |  |  |  |  |
|                                                                                | Vincenzo Marino        | Partito Liberale Italiano                     | 1 892   | 1,24  |  |  |  |  |  |
|                                                                                | Germano Terenzi        | Partito Socialista Democratico Italiano       | 1 828   | 1,20  |  |  |  |  |  |
|                                                                                | Amedeo Palmonella      | Lega Lombarda                                 | 1 636   | 1,07  |  |  |  |  |  |
|                                                                                | Aldo Giuliani          | Lega Marche                                   | 1 137   | 0,75  |  |  |  |  |  |
|                                                                                | Alfio Balestra         | Federalismo - Pensionati Uomini Vivi          | 326     | 0,21  |  |  |  |  |  |
| Totale                                                                         | Totale                 | Totale                                        | 152 212 | 100   |  |  |  |  |  |
|                                                                                |                        |                                               |         |       |  |  |  |  |  |
| Voti non validi                                                                | Voti non validi        | Voti non validi                               | 9 364   | 5,80  |  |  |  |  |  |
| Votanti                                                                        | Votanti                | Votanti                                       | 161 576 | 91,12 |  |  |  |  |  |
| Elettori                                                                       | Elettori               | Elettori                                      | 177 320 |       |  |  |  |  |  |
|                                                                                |                        |                                               |         |       |  |  |  |  |  |
| Nota: quorum del 65% non raggiunto; ripartizione dei seggi a livello regionale |                        |                                               |         |       |  |  |  |  |  |
| Data: 5 aprile 1992                                                            |                        |                                               |         |       |  |  |  |  |  |
| Fonte: Ministero dell'interno                                                  |                        |                                               |         |       |  |  |  |  |  |

## 1993-2005

### Territorio
Il collegio di Ancona era uno dei 6 collegi uninominali in cui erano suddivise le Marche; come previsto dal D.Lgs. del 20 dicembre 1993 n. 535, e comprendeva i seguenti comuni: Agugliano, Ancona, Arcevia, Belvedere Ostrense, Camerano, Camerata Picena, Castelbellino, Castelplanio, Cerreto d'Esi, Cupramontana, Fabriano, Genga, Jesi, Maiolati Spontini, Mergo, Monsano, Monte Roberto, Morro d'Alba, Numana, Offagna, Polverigi, Rosora, San Marcello, San Paolo di Jesi, Santa Maria Nuova, Sassoferrato, Serra San Quirico, Sirolo e Staffolo.

### Eletti
| Elezione | Elezione | Senatore           | Partito            |
| -------- | -------- | ------------------ | ------------------ |
|          | 1994     | Silvio Mantovani   | Progressisti (PDS) |
|          | 1996     | Guido Calvi        | L'Ulivo (PDS)      |
|          | 2001     | Marina Magistrelli | L'Ulivo (DL)       |

### Dati elettorali

#### XII legislatura
|                               | Silvio Mantovani ✔️ Eletto | Progressisti       | 73 642  | 47,30 |  |  |  |  |  |
|                               | Alberto Niccoli            | Patto per l'Italia | 34 215  | 21,98 |  |  |  |  |  |
|                               | Carlo Ciccioli             | Alleanza Nazionale | 24 417  | 15,68 |  |  |  |  |  |
|                               | Angelo Turi                | Polo delle Libertà | 23 420  | 15,04 |  |  |  |  |  |
| Totale                        | Totale                     | Totale             | 155 694 | 100   |  |  |  |  |  |
|                               |                            |                    |         |       |  |  |  |  |  |
| Voti non validi               | Voti non validi            | Voti non validi    | 12 792  | 7,59  |  |  |  |  |  |
| Votanti                       | Votanti                    | Votanti            | 168 486 | 87,91 |  |  |  |  |  |
| Elettori                      | Elettori                   | Elettori           | 191 653 |       |  |  |  |  |  |
|                               |                            |                    |         |       |  |  |  |  |  |
| Data: 27-28 marzo 1994        |                            |                    |         |       |  |  |  |  |  |
| Fonte: Ministero dell'interno |                            |                    |         |       |  |  |  |  |  |

#### XIII legislatura
|                               | Guido Calvi ✔️ Eletto   | L'Ulivo             | 93 019  | 60,48 |  |  |  |  |  |
|                               | Giorgio Grati           | Polo per le Libertà | 56 837  | 36,95 |  |  |  |  |  |
|                               | Maria Rosaria Berzolari | Lega Nord           | 3 954   | 2,57  |  |  |  |  |  |
| Totale                        | Totale                  | Totale              | 153 810 | 100   |  |  |  |  |  |
|                               |                         |                     |         |       |  |  |  |  |  |
| Voti non validi               | Voti non validi         | Voti non validi     | 12 445  | 7,49  |  |  |  |  |  |
| Votanti                       | Votanti                 | Votanti             | 166 255 | 85,61 |  |  |  |  |  |
| Elettori                      | Elettori                | Elettori            | 194 197 |       |  |  |  |  |  |
|                               |                         |                     |         |       |  |  |  |  |  |
| Data: 21 aprile 1996          |                         |                     |         |       |  |  |  |  |  |
| Fonte: Ministero dell'interno |                         |                     |         |       |  |  |  |  |  |

#### XIV legislatura
|                               | Marina Magistrelli ✔️ Eletta | L'Ulivo                              | 81 499  | 51,91 |  |  |  |  |  |
|                               | Franco De Felice             | Casa delle Libertà                   | 50 349  | 32,07 |  |  |  |  |  |
|                               | Ivan Silvestrini             | Partito della Rifondazione Comunista | 9 986   | 6,36  |  |  |  |  |  |
|                               | Ennio Montesi                | Lista Di Pietro                      | 5 023   | 3,20  |  |  |  |  |  |
|                               | Sergio Capitoli              | Democrazia Europea                   | 3 915   | 2,49  |  |  |  |  |  |
|                               | Benito Pasquarella           | Fiamma Tricolore                     | 3 524   | 2,24  |  |  |  |  |  |
|                               | Massimiliano Ottaviani       | Lista Pannella-Bonino                | 2 712   | 1,73  |  |  |  |  |  |
| Totale                        | Totale                       | Totale                               | 157 008 | 100   |  |  |  |  |  |
|                               |                              |                                      |         |       |  |  |  |  |  |
| Voti non validi               | Voti non validi              | Voti non validi                      | 9 186   | 5,53  |  |  |  |  |  |
| Votanti                       | Votanti                      | Votanti                              | 166 194 | 84,21 |  |  |  |  |  |
| Elettori                      | Elettori                     | Elettori                             | 197 354 |       |  |  |  |  |  |
|                               |                              |                                      |         |       |  |  |  |  |  |
| Data: 13 maggio 2001          |                              |                                      |         |       |  |  |  |  |  |
| Fonte: Ministero dell'interno |                              |                                      |         |       |  |  |  |  |  |